# Floris Osmond
Pour les articles homonymes, voir Osmond.
Floris Osmond, né le 10 mars 1849 à Paris et mort le 18 juin 1912 à Saint-Leu-Taverny, est un ingénieur sidérurgiste sorti de l’École centrale Paris en 1872 et un métallurgiste français. 

## Biographie
Floris Osmond entre au laboratoire de l’usine du Creusot le 31 mai 1880. Il étudie en particulier le phénomène de trempe de l'acier, précisa les constituants des produits sidérurgiques, établit l'existence de points de transformation, et imagina deux procédés d'investigation employés couramment en métallographie : la métallographie microscopique et l'analyse thermique,,. Le moment où il entre à l’Usine du Creusot est l’époque où l’acier prend définitivement le dessus sur le fer puddlé, grâce aux inventions de  Bessemer, de Martin et de Thomas. Il devient alors possible d’élaborer des aciers alliés. Il établit, avec Jean Werth (Centrale 1879), une théorie sur la structure cellulaire de l’acier. Cette théorie sans doute incomplète et aujourd'hui dépassée, a tout de même mis en évidence l’importance de la cristallisation et son évolution par les traitements thermiques. Il quitte le Creusot en septembre 1884, pour se consacrer à son activité de recherche à la Sorbonne et à la faculté des Sciences. Il publia des centaines de travaux et fut un de ceux qui ont le plus apporté à nos connaissances sur la métallurgie des aciers,.

## Publications
- F. Osmond et J. Werth, Théorie cellulaire des propriétés de l’acier, vol. n. 8., Annales des Mines, 1885
- F. Osmond, J. E. Stead, The Microscopic Analysis of Metals, London: Charles Griffin & Company (in English), 1904
- F. Osmond, G. Cartaud, « Les figures de pression ou de percussion sur les métaux plastiques cristallisés », Comptes Rendus Hebdomadaires des Séances de l'Académie des Sciences., vol. 141,‎ juillet-décembre 1905, p. 122-124

## Distinctions
Robert Hadfield, alors président de l’Iron and Steel Institute, lui décerne la médaille d'or de Bessemer, en prononçant l’éloge suivant : 

« Au grand Français, M. Osmond, un des représentants de cette merveilleuse précision et de cet amour de la recherche qui sont l’honneur de ses compatriotes et que nous autres, Anglais, devrions bien tâcher de leur emprunter plus complètement »

Floris Osmond a également été fait membre honoraire de la Société Métallurgique Russe.